# Steinach (Türingia)
Steinach település Németországban, azon belül Türingiában. Lakosainak száma 3587 fő (2023. december 31.). Steinach Sonneberg és Lauscha községekkel határos.

## Népesség
A település népességének változása:
| Lakosok száma | 3892 | 3856 | 3688 | 3641 | 3587 |
|               | 2017 | 2019 | 2021 | 2022 | 2023 |